# Кюкюлер
Кюкюлер (на турски: Küküler) е село в Източна Тракия, Турция, част от околия Селиолу на вилает Одрин.

## География
Селото се намира североизточно от Одрин.

## История
В XIX век Кюкюлер е българско село в Хавсенска кааза на Одринския вилает на Османската империя. Според „Етнография на вилаетите Адрианопол, Монастир и Салоника“, издадена в Константинопол в 1878 година и отразяваща статистиката на населението от 1873 година, Кюкюлер (Kiukiuler) има 60 домакинства и 320 българи.